# Porthos (musketier)
Porthos is een fictief figuur uit de verhalen De drie musketiers, Twintig jaar later en De burggraaf van Bragelonne van Alexandre Dumas père. Porthos en twee andere musketiers, Athos en Aramis, zijn vrienden van de hoofdfiguur uit de boeken, D'Artagnan.
Porthos is de extraverte figuur in de groep, en hij houdt van wijn, vrouwen en liederen. Zijn eetlust tijdens een banket in Fontainebleau doet zelfs Lodewijk XIV van Frankrijk versteld staan. Naarmate het verhaal vordert begint hij er hoe langer hoe groter uit te zien, en zijn dood is die van een titaan. In de boeken komt naar voren dat Porthos afkomstig is uit Bracieux, deze plaats eert hun literaire held met een standbeeld.
Porthos is losjes gebaseerd op de historische musketier Isaac de Portau.
In Eindhoven is een flatgebouw naar hem genoemd, zie daarvoor: Porthos (gebouw).
De hond van kapitein Archer in Star Trek: Enterprise heet Porthos.

## Films en televisie
Acteurs die de rol van Porthos hebben vertolkt:
- Charles Martinelli, in Les trois mousquetaires (1921)
- Moroni Olsen, in The Three Musketeers (1935)
- Gig Young, in The Three Musketeers (1948)
- John Colicos, in The Three Musketeers (tv-film, 1960)
- Frank Finlay, in The Three Musketeers (1973), The Four Musketeers (1974) en The Return of the Musketeers (1989)
- Alan Hale jr., in The Fifth Musketeer (1979)
- Jan Anne Drenth, in Albert De Vijfde Musketier (1993)
- Oliver Platt, in The Three Musketeers (1993)
- Gérard Depardieu, in The Man in the Iron Mask (1998)
- John Rhys-Davies, in La Femme Musketeer (tv-miniserie, 2003)
- Cees Geel, in De 3 Musketiers de musical (2003)
- Ray Stevenson, in The Three Musketeers (2011)
- Howard Charles, in The Musketeers (Britse tv-serie, 2014-)